# Dasiahgaripalli, Bagepalli
Dasiahgaripalli là một làng thuộc tehsil Bagepalli, huyện Kolar, bang Karnataka, Ấn Độ.